# 戴齊鎮區 (北達科他州巴恩斯縣)
戴齊鎮區（英語：Dazey Township）是位於美國北達科他州巴恩斯縣的一個鎮區。

## 地方資料
戴齊鎮區的面積為91.66平方千米，當中陸地面積為90.66平方千米，而水域面積為1.00平方千米。根據2010年美國人口普查的數據，當地共有人口51人，而人口密度為每平方千米0.56人。